# Huedepohliana menzelii
Huedepohliana menzelii là một loài bọ cánh cứng trong họ Cerambycidae.